# Bernd Mallmann

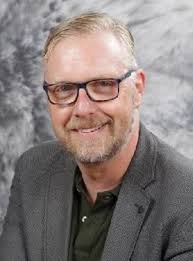
Bernd Mallmann (2018)

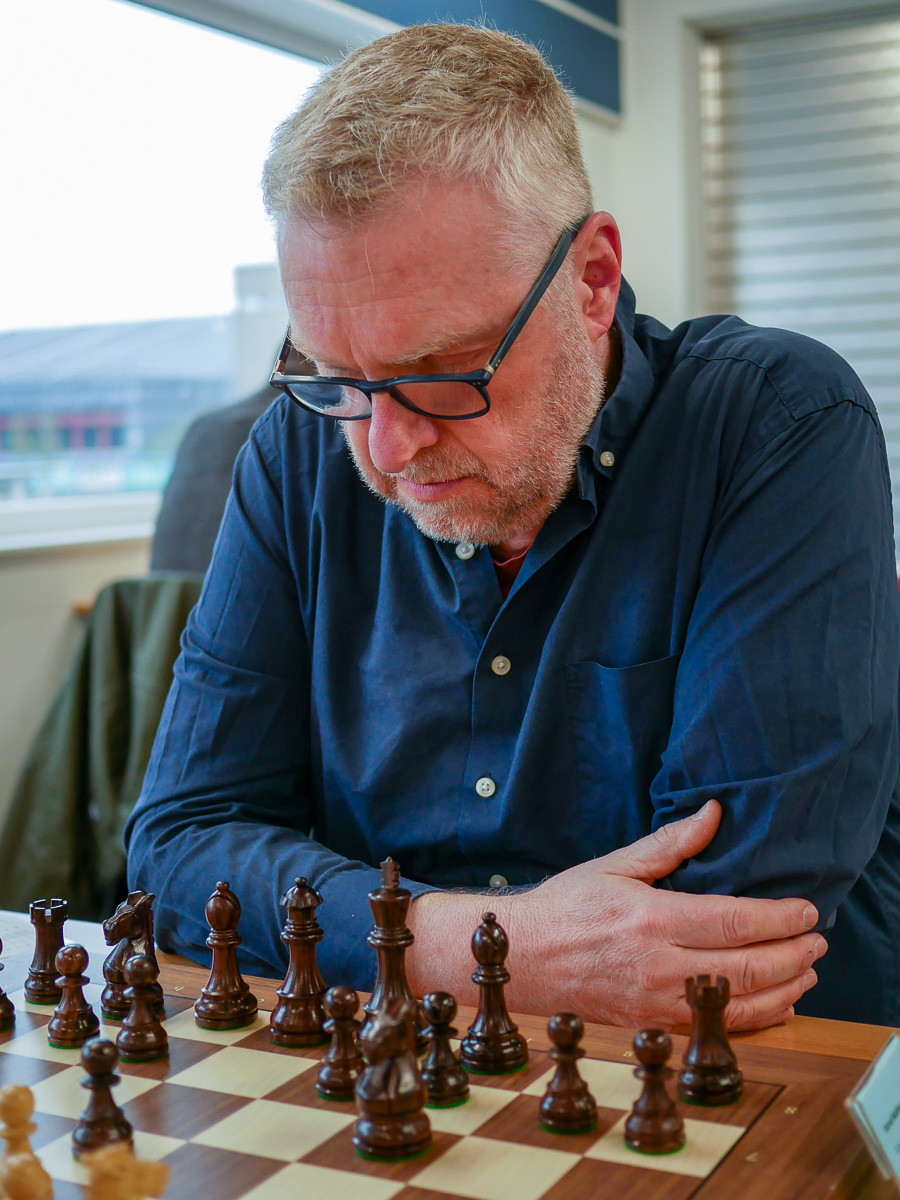
Bernd Mallmann (2023)

Bernd Mallmann (* 10. August 1966 in Boppard) ist ein deutscher Autor und Schachpädagoge, der versuchte Schach an deutschen Schulen als Unterrichtsfach zu etablieren. Mallmann lebt in Trier und arbeitet als Schachlehrer an einer Gesamtschule.

## Werdegang
Mallmann studierte an der Universität Ulm Biologie und schloss das Studium mit dem Diplom ab. Er absolvierte dann eine Ausbildung zum Datenverarbeitungskaufmann bei der Debeka in Koblenz. In einem Zweitstudium studierte er anschließend Katholische Theologie und Germanistik auf Lehramt. Er arbeitete in Trier zunächst als Lehrer an einer Realschule und später an einer Gesamtschule. Mallmann ist Autor eines Lehrplanes für das Wahlpflichtfach Schach und verfasste zu diesem Fach fünf Schülerbände und fünf Lehrerhandbücher im Verlag Chaturanga.

## Mallmann und das Schulschach
Mallmann führte an seiner Schule das Wahlpflichtfach Schach ein. In seiner Arbeit als Schulschachbeauftragter für Trier und als Schulschachreferent des Landes Rheinland-Pfalz setzte er sich für die Einführung von Schach als Schulfach an weiteren Schulen im Land ein. Für diese Arbeit wurde er von der Schachjugend Rheinland-Pfalz zum Ehrenmitglied ernannt. Durch zahlreiche Vorträge und Interviews zum Thema „Schulschach“ hat er sich in Schachkreisen bundesweit einen Namen gemacht und wurde 2015 zum Deutschen Schachlehrer des Jahres gewählt. Im Jahre 2017 richtete er an seiner Schule den Deutschen Schulschachkongress aus. Mallmann hat im Radio und Fernsehen mehrere Interviews zum Thema Schulschach gegeben. Seine Schule wurde auf Grund seiner Arbeit mit Höchstpunktzahl als Deutsche Schachschule ausgezeichnet. Das Erreichen der Höchstpunktzahl ist bisher einmalig in Deutschland. Die Mädchenmannschaft seiner Schule qualifizierte sich unter Mallmann als Trainer zwei Mal für die Deutsche Schulschachmeisterschaft. Mit der Jungenmannschaft der Schule wurde er 2022 Deutscher Vizemeister bei der Deutschen Schulschachmeisterschaft in Bonndorf. 2024 und 2025 nahm er mit der Jungenmannschaft erneut an Deutschen Schulschachmeisterschaften in Osnabrück teil. Er war Mitglied im Lehrteam der deutschen Schulschachstiftung und ist B-Trainer des Deutschen Schachbundes. Seit 2020 ist Bernd Mallmann Träger der Verdienstmedaille des Landes Rheinland-Pfalz, die er am 15. Juni 2021 für sein Engagement im Schachsport und im pädagogischen Bereich ausgehändigt bekam.

## Veröffentlichungen

### Lehrerhandbücher
- Wahlpflichtfach Schach, 6. Klasse. Ein Unterrichtswerk für den Schachunterricht in einer sechsten Klasse – Lehrerband. Nohen (Verlag Chaturanga) 2018, ISBN 978-3-944158-13-6
- Wahlpflichtfach Schach, 7. Klasse. Ein Unterrichtswerk für den Schachunterricht in einer siebten Klasse – Lehrerband. Nohen (Verlag Chaturanga) 2018, ISBN 978-3-944158-14-3
- Wahlpflichtfach Schach, 8. Klasse. Ein Unterrichtswerk für den Schachunterricht in einer achten Klasse – Lehrerband. Nohen (Verlag Chaturanga) 2018, ISBN 978-3-944158-15-0
- Wahlpflichtfach Schach, 9. Klasse. Ein Unterrichtswerk für den Schachunterricht in einer neunten Klasse – Lehrerband. Nohen (Verlag Chaturanga) 2018, ISBN 978-3-944158-16-7
- Wahlpflichtfach Schach, 10. Klasse. Ein Unterrichtswerk für den Schachunterricht in einer zehnten Klasse – Lehrerband. Nohen (Verlag Chaturanga) 2018, ISBN 978-3-944158-22-8

### Schülerbände
- Wahlpflichtfach Schach, 6. Klasse. Ein Unterrichtswerk für den Schachunterricht in einer sechsten Klasse. Nohen (Verlag Chaturanga) 2018, ISBN 978-3-944158-10-5
- Wahlpflichtfach Schach, 7. Klasse. Ein Unterrichtswerk für den Schachunterricht in einer siebten Klasse. Nohen (Verlag Chaturanga) 2018, ISBN 978-3-944158-11-2
- Wahlpflichtfach Schach, 8. Klasse. Ein Unterrichtswerk für den Schachunterricht in einer achten Klasse. Nohen (Verlag Chaturanga) 2018, ISBN 978-3-944158-12-9
- Wahlpflichtfach Schach, 9. Klasse. Ein Unterrichtswerk für den Schachunterricht in einer neunten Klasse. Nohen (Verlag Chaturanga) 2018, ISBN 978-3-944158-20-4
- Wahlpflichtfach Schach, 10. Klasse. Ein Unterrichtswerk für den Schachunterricht in einer zehnten Klasse. Nohen (Verlag Chaturanga) 2018, ISBN 978-3-944158-21-1

### Lehrplan
- Wahlpflichtfach Schach – Ein Lehrplan für den Schachunterricht im Wahlpflichtfach Schach. Nohen (Verlag Chaturanga) 2018[31]